# Copa Báltica 1995
La Copa Báltica 1995 (en estonio, Balti turniir 1995; en letón, Baltijas Kauss 1995; en lituano, 1995 m. Baltijos taurė) fue la XV edición de la competición amistosa, que se desarrolló en Letonia. Fue disputada por los seleccionados de Estonia, Letonia y Lituania entre los días 19 y 21 de mayo.
Letonia se consagró campeona por séptima vez, tras derrotar a ambos rivales en sus respectivos partidos por iguales marcadores de 2-0.

## Formato
Las tres selecciones se enfrentaron entre sí en un sistema de liguilla a una sola rueda. La selección con mayor cantidad de puntos obtenidos al finalizar el torneo se consagró campeona.

## Posiciones
| Selección | Pts | PJ | PG | PE | PP | GF | GC | Dif |
| --------- | --- | -- | -- | -- | -- | -- | -- | --- |
| Letonia   | 6   | 2  | 2  | 0  | 0  | 4  | 0  | 4   |
| Lituania  | 3   | 2  | 1  | 0  | 1  | 7  | 2  | 5   |
| Estonia   | 0   | 2  | 0  | 0  | 2  | 0  | 9  | -9  |

## Resultados
| 19 de mayo de 1995 | Letonia                      | 2:0 (1:0) | Estonia | Estadio Daugava, Riga                                   |                                                         |
|                    | Zeiberliņš 37' · Ivanovs 67' |           |         | Asistencia: 300 espectadores Árbitro(s): Sergejus Sliva | Asistencia: 300 espectadores Árbitro(s): Sergejus Sliva |

| 20 de mayo de 1995 | Lituania                                                                                                 | 7:0 (3:0) | Estonia | Estadio Daugava, Riga                                    |                                                          |
|                    | Skarbalius 27' · Baltušnikas 34' · Preikšaitis 36' · Upstas 57' · Žuta 62' · Žvingilas 75' · Poderis 88' |           |         | Asistencia: 1.500 espectadores Árbitro(s): Romāns Lajuks | Asistencia: 1.500 espectadores Árbitro(s): Romāns Lajuks |

| 21 de mayo de 1995 | Letonia                               | 2:0 (1:0) | Lituania | Estadio Daugava, Riga                                     |                                                           |
|                    | Zemļinskis 34' (pen.) · Astafjevs 75' |           |          | Asistencia: 1.500 espectadores Árbitro(s): Oleg Timofejev | Asistencia: 1.500 espectadores Árbitro(s): Oleg Timofejev |

| Campeón Letonia 7.mo título |